# Yllenus arenarius
Yllenus arenarius là một loài nhện trong họ Salticidae.
Loài này thuộc chi Yllenus. Yllenus arenarius được Menge miêu tả năm 1868.